# Bad Honnef
Bad Honnef település Németországban, azon belül Észak-Rajna-Vesztfália tartományban. Lakosainak száma 26 025 fő (2023. december 31.).

## Városrészei
- Aegidienberg
- Bad Honnef 
  - Stadtmitte
  - Selhof
  - Rhöndorf

## Népesség
A település népességének változása:
| Lakosok száma | 20 903 | 25 078 | 25 708 | 25 816 | 25 816 | 25 738 | 26 061 | 26 025 |
|               | 1975   | 2014   | 2017   | 2018   | 2019   | 2021   | 2022   | 2023   |

## Képgaléria

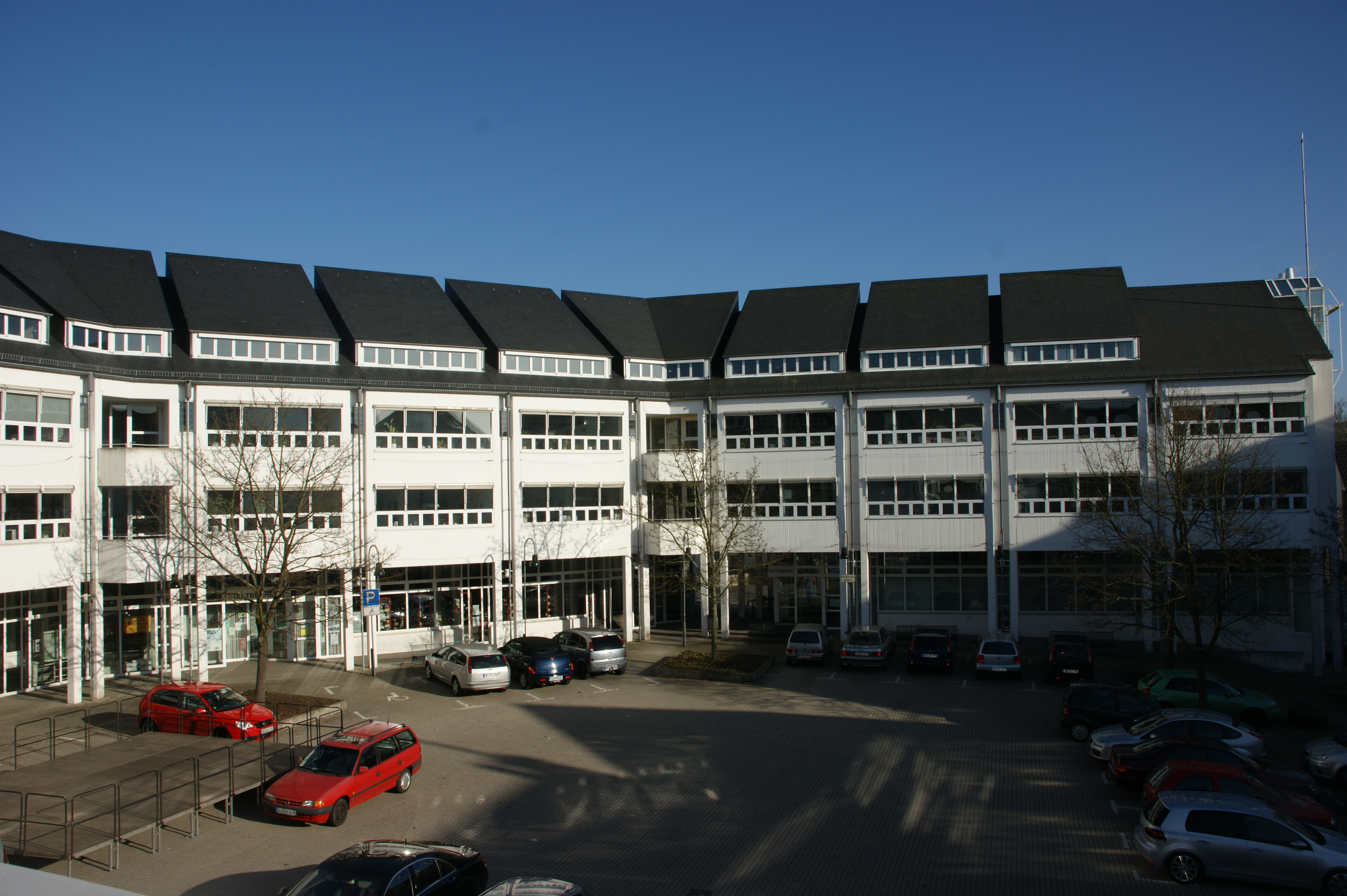
A tanácsház
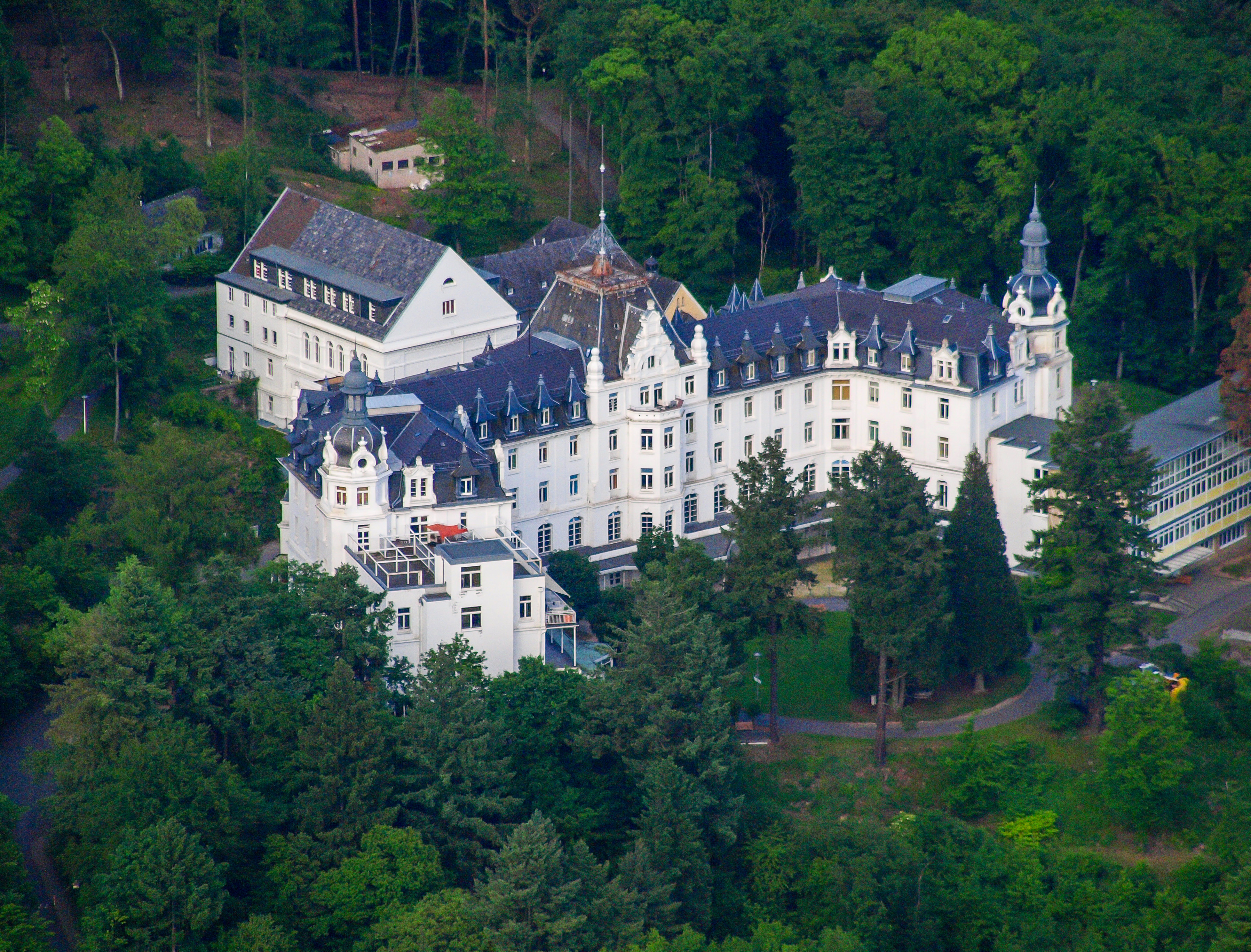
Hohenhonnef 2012-ben
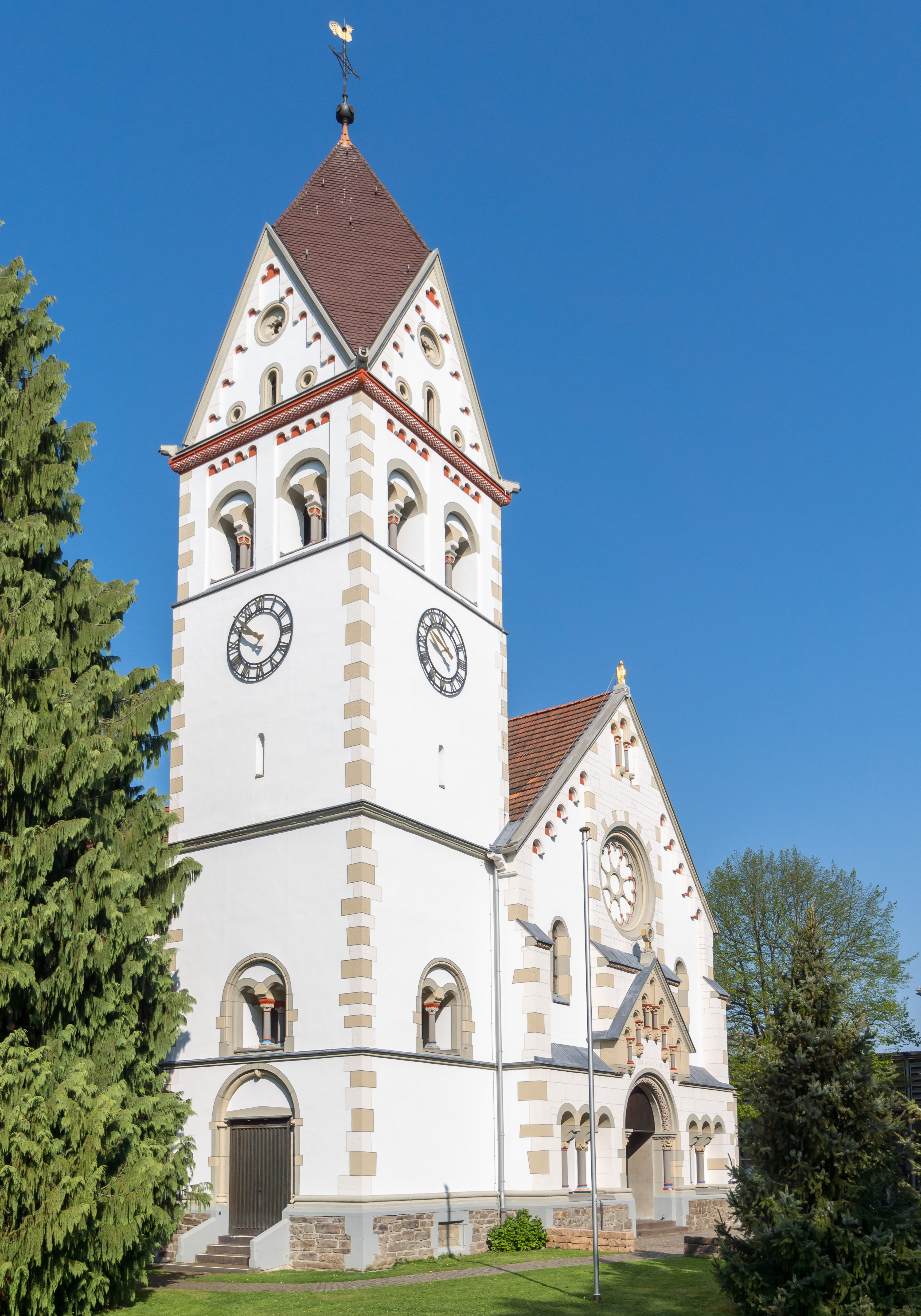
Az evangélikus templom
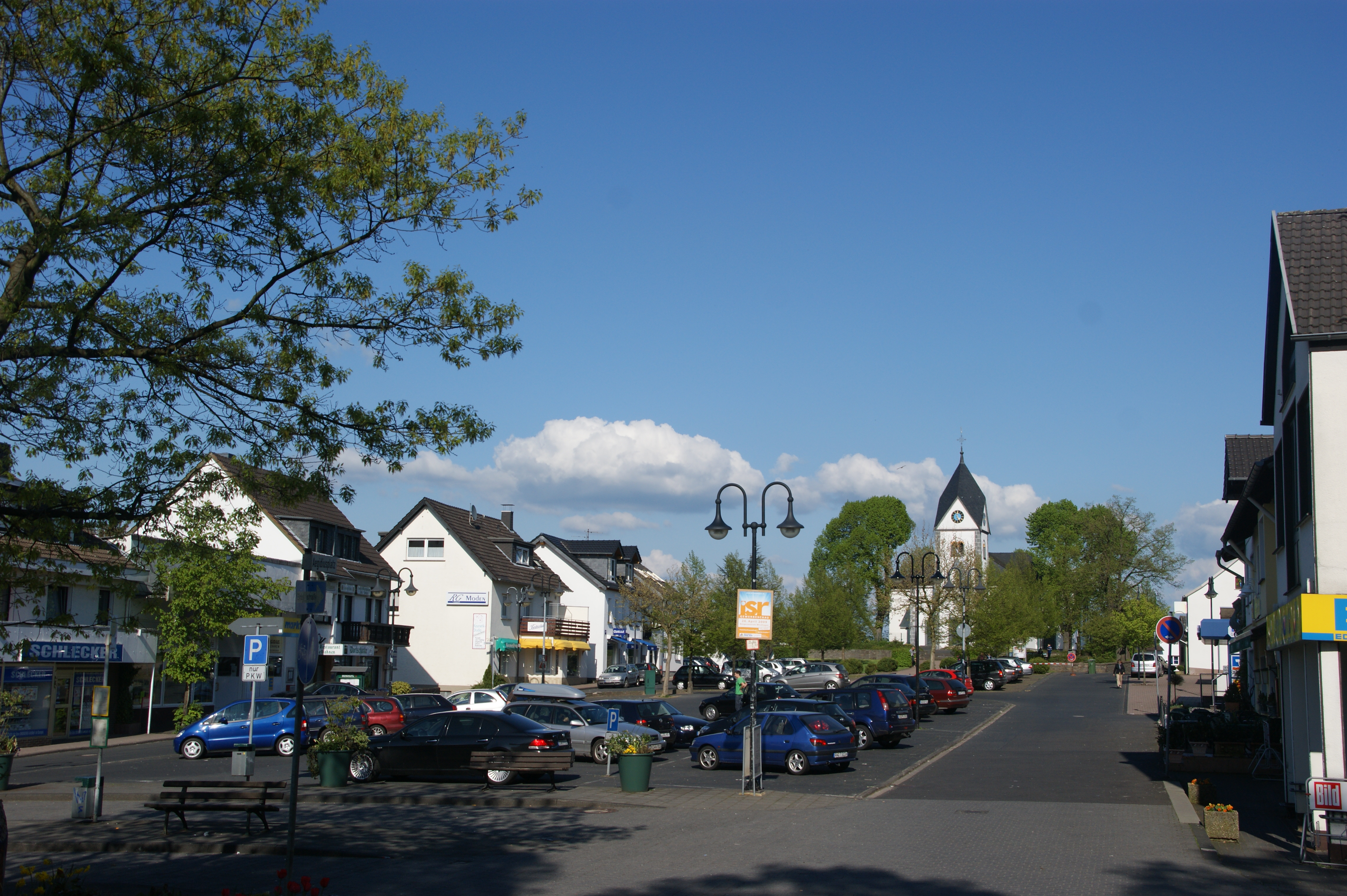
Az aegidienbergi piactér
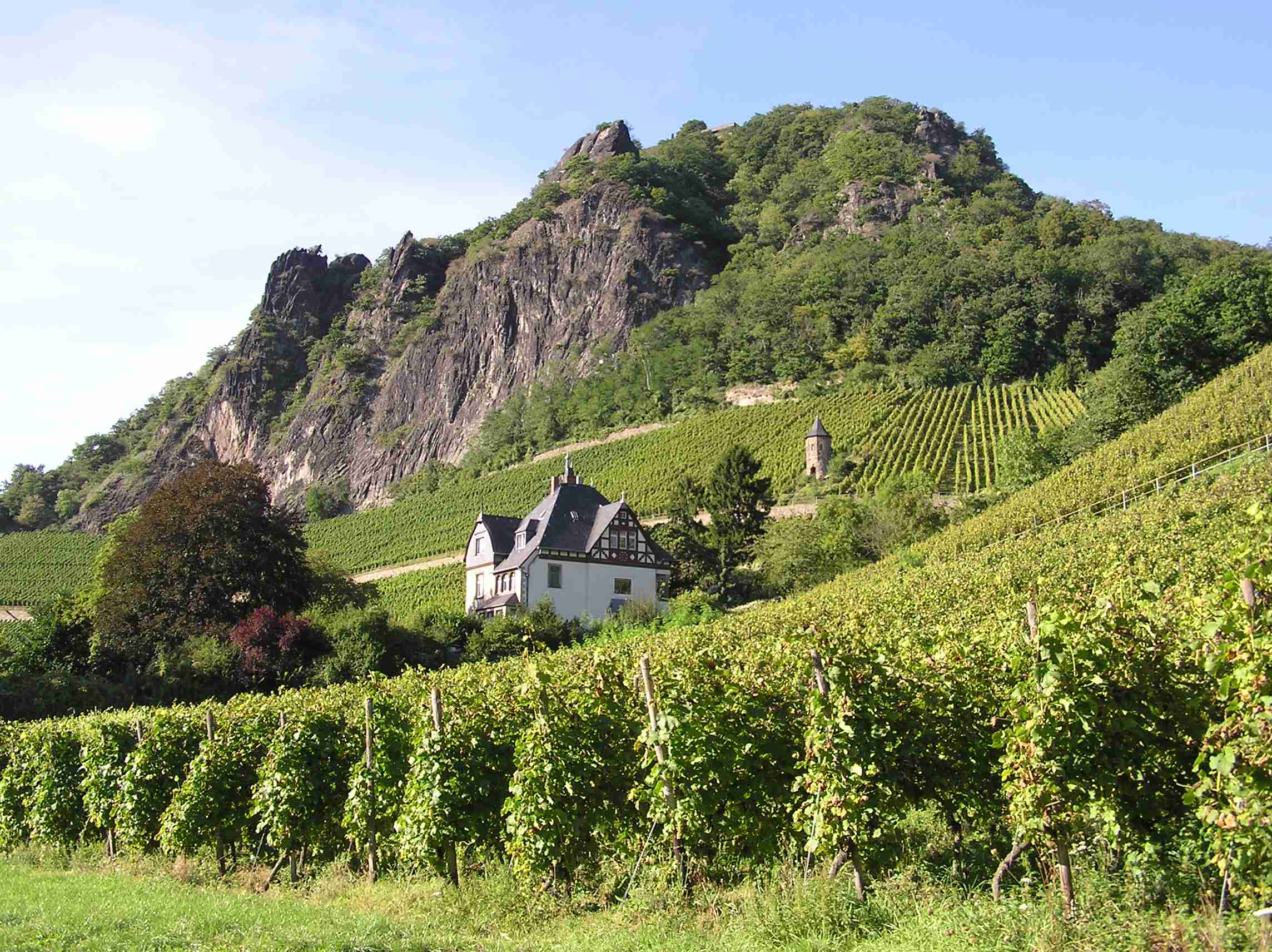
röhnsdorfi borvidék a Drachenfels alatt
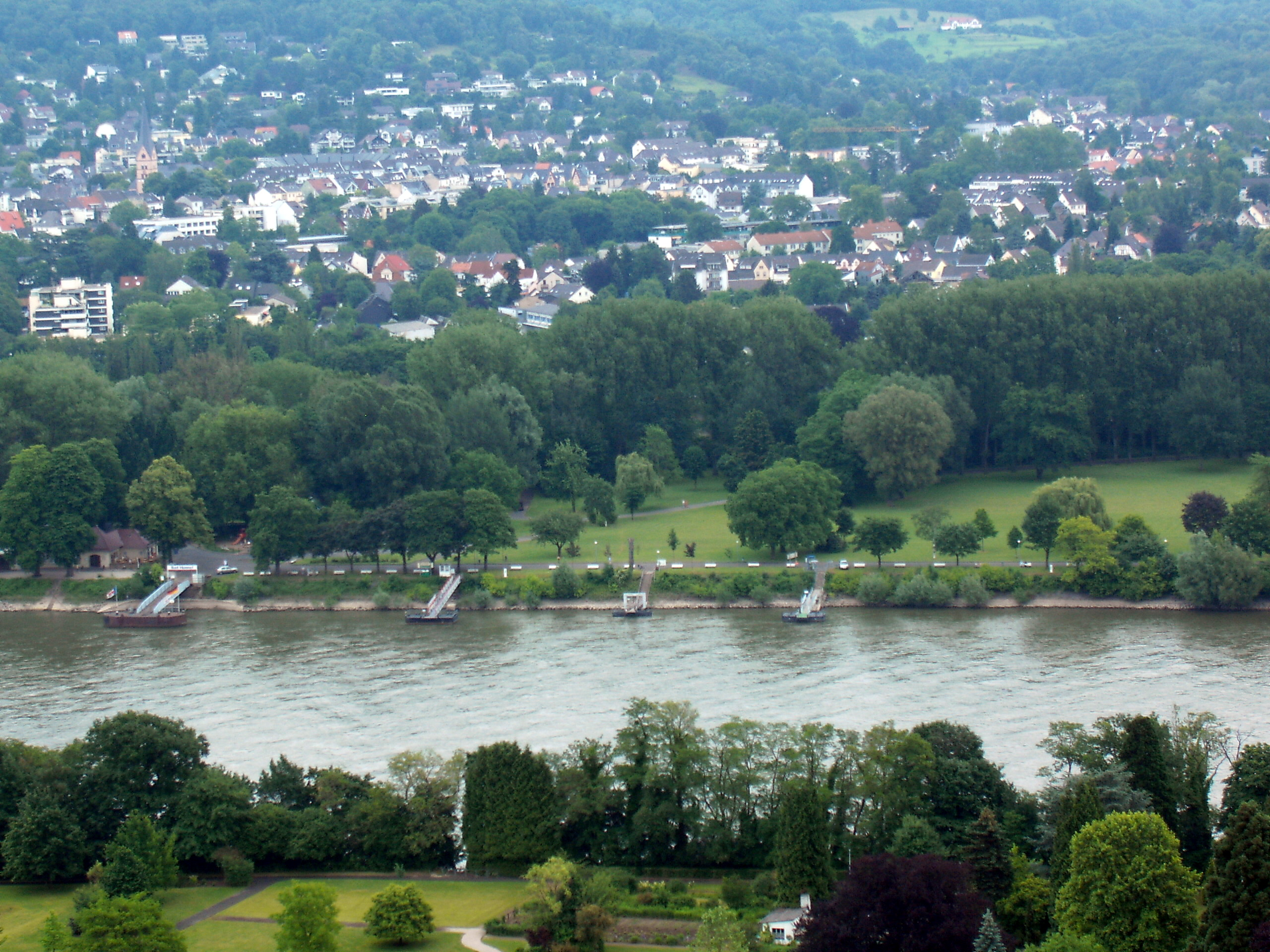
Bad Honnef  és Grafenwert sziget
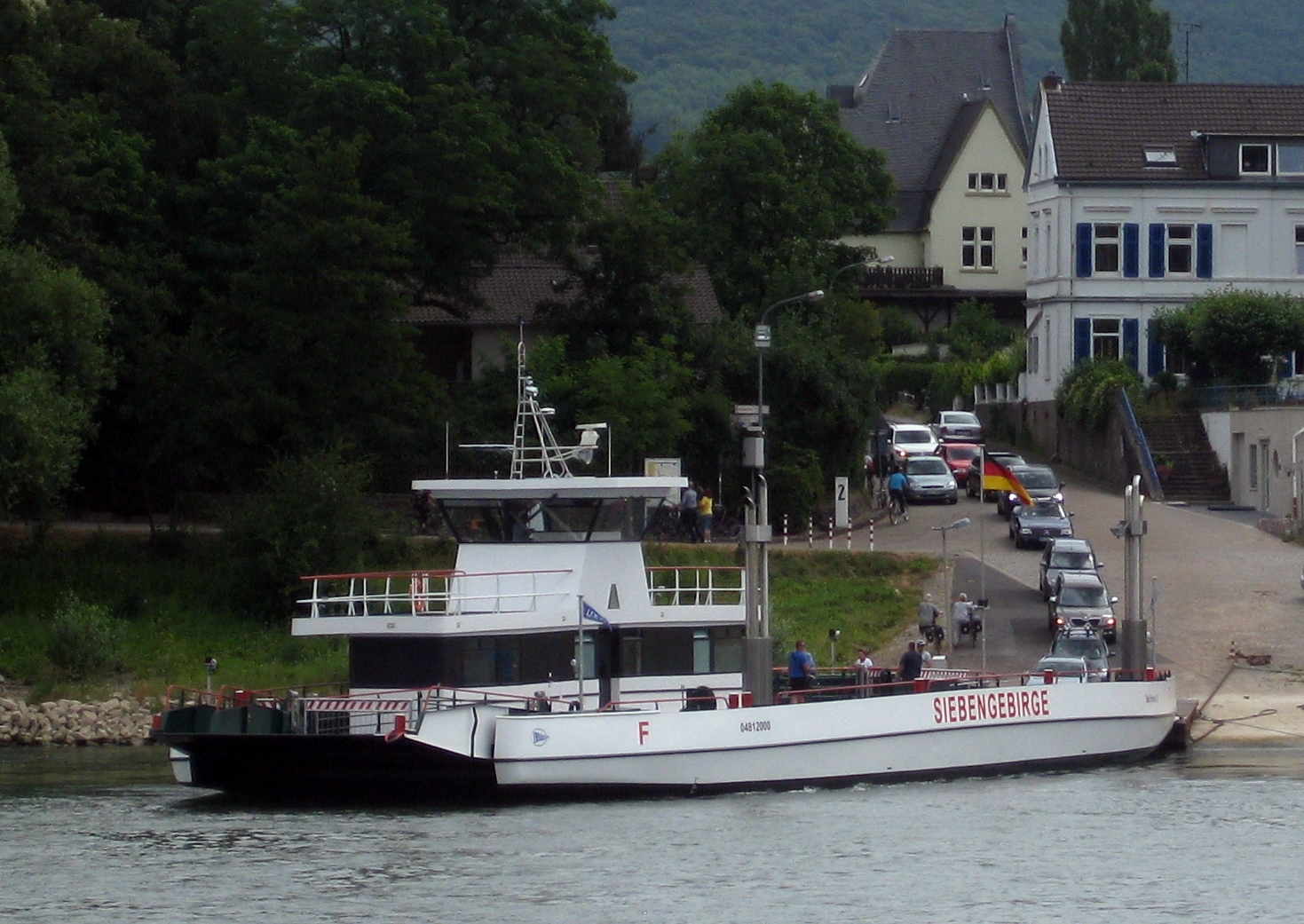
A rév Bad Honnef és Rolandseck között
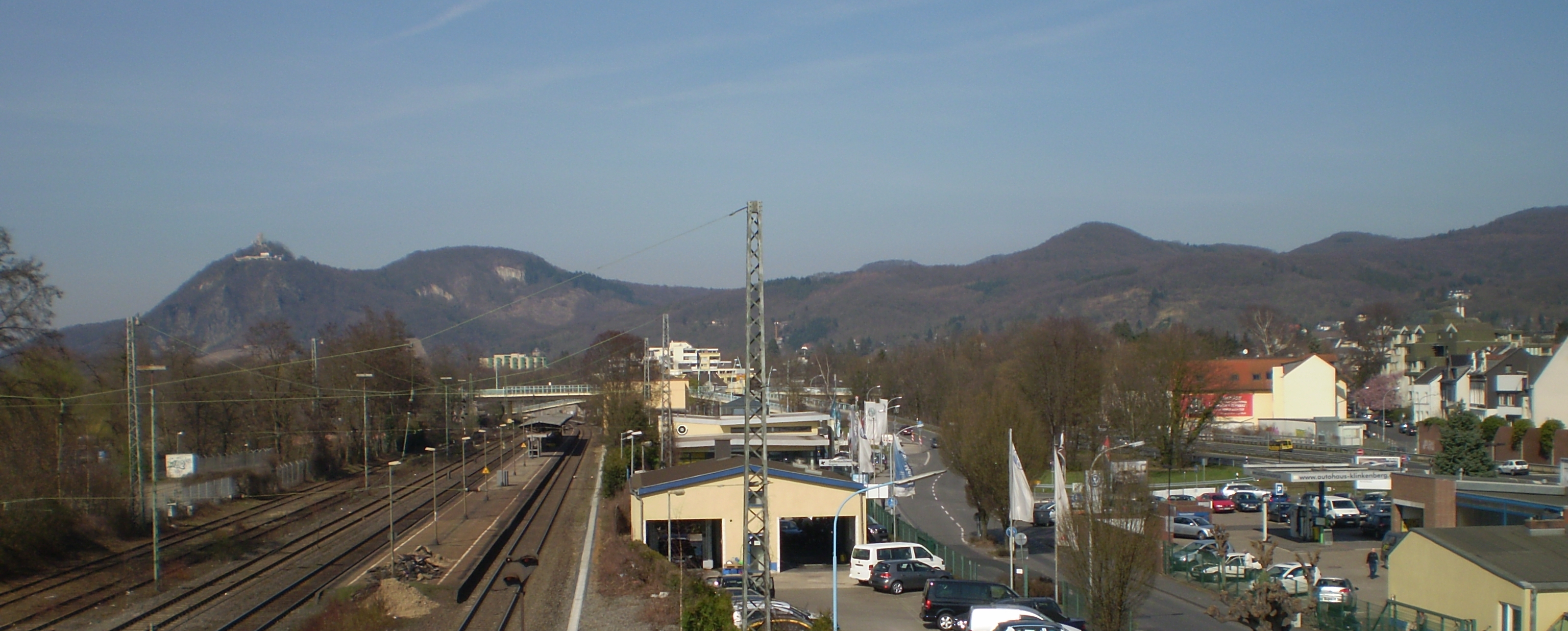
a vasútállomás
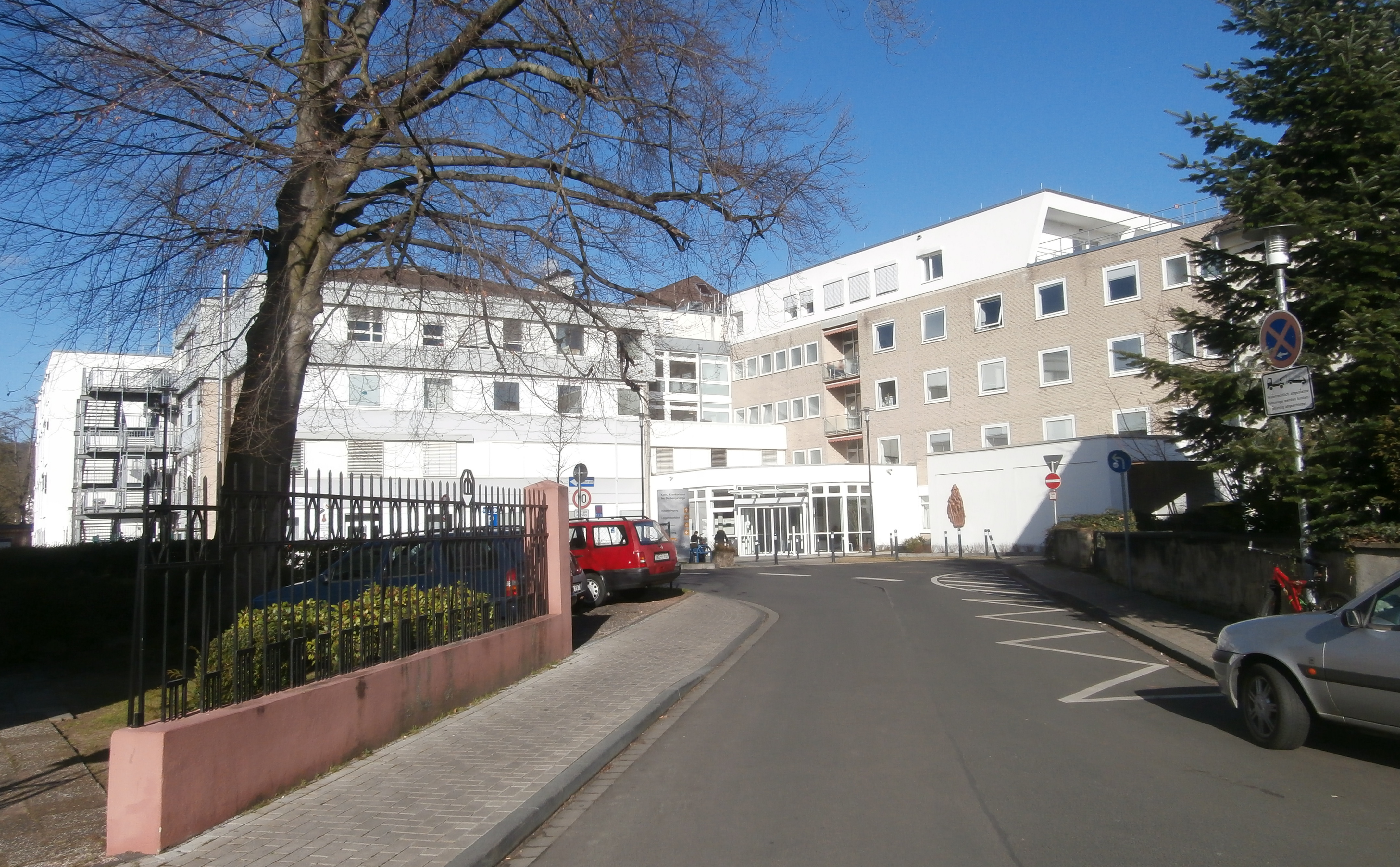
A katolikus kórház